# British Columbia Archives

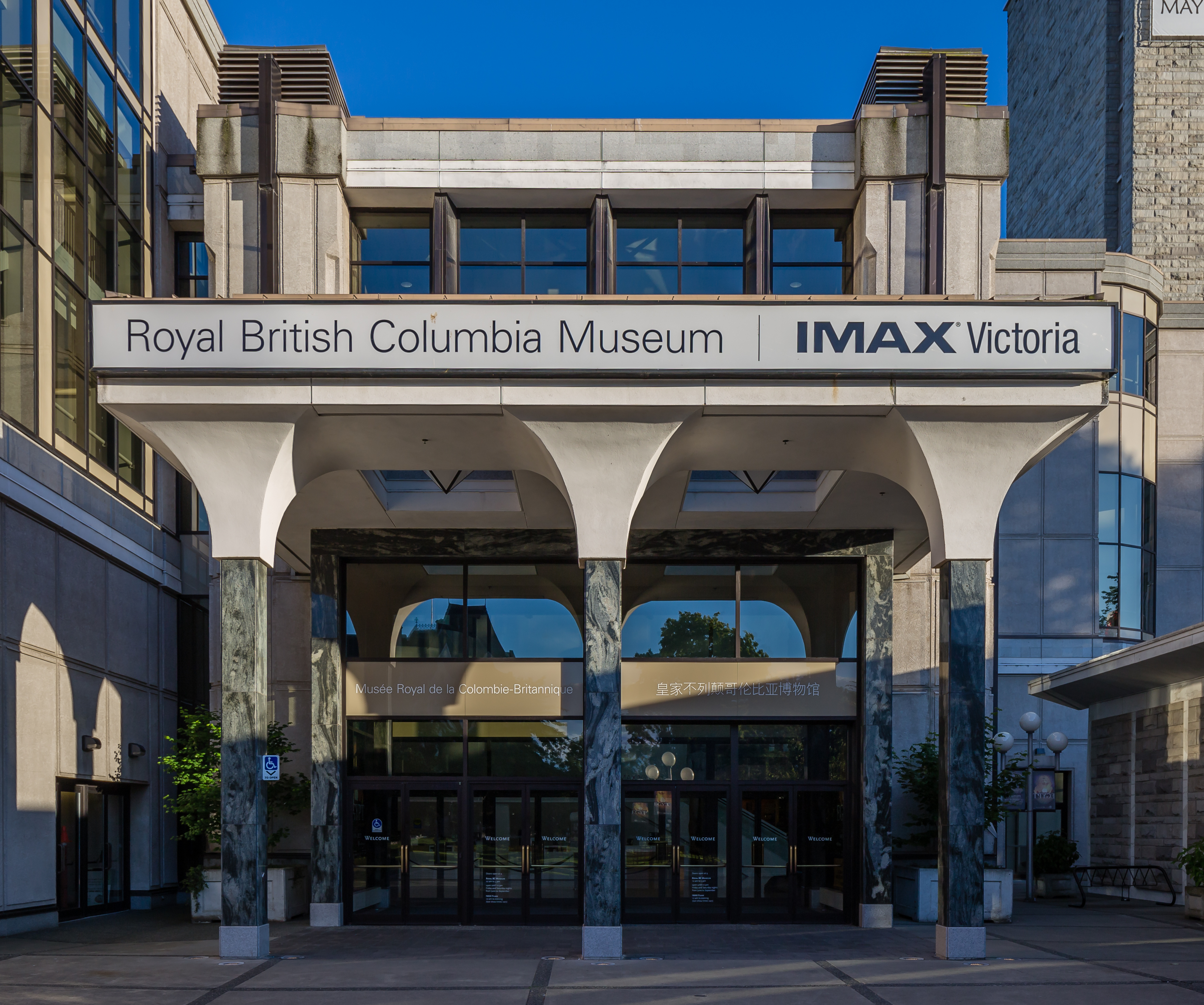
Haupteingang zum Royal British Columbia Museum

Die British Columbia Archives, auch Royal British Columbia Archives, stellen das zentrale Archiv der kanadischen Provinz British Columbia dar. Sie befinden sich in der Provinzhauptstadt Victoria, 655 Belleville Street.

## Geschichte des Archivs
Der Weg der BC Archives ist recht verschlungen und ist noch heute im Namen erkennbar, denn es müsste übersetzt „Britisch-Kolumbien-Archive“ heißen, da in ihm mehrere Institutionen aufgegangen sind.
Wie die meisten Archive in Kanada, so gehen die Bemühungen, Schriftquellen zu archivieren auf die produzierenden Institutionen selbst zurück. Bei den BC Archives wurden so genannte historical records von der Legislative Library, also von der Bibliothek der Gesetzgebenden Versammlung seit 1894 systematisch gesammelt. Erst 1908 wurde hierfür eine eigene Institution unter Leitung des Provinzarchivars R. E. Gosnell gegründet, die allerdings immer noch im Gebäude der Legislative Library verblieb. Sein Nachfolger wurde 1910–1919 Ethelbert Olaf Stuart Scholefield, der seit 1900 die Bibliothek als Provincial Librarian geleitet hatte, wobei er auch schon hierin Gosnell gefolgt war. Ein erstes Inventar wurde erstellt und es begannen bis heute andauernde Bemühungen, die verstreuten Bestände anderer Orte zentral zu lagern.
1915 zog das Archiv in die Connaught Library des Parlamentsgebäudes, war allerdings für die Öffentlichkeit weiterhin nicht zugänglich. Jedoch verstarb Scholefield bereits Ende 1919 im Alter von 44 Jahren. Unter John Forsyth (1920–26), John Hosie (1926–34) und Dr. W. Kaye Lamb (1934–40) – 1948 wurde er Dominion Archivist (später National Archivist genannt), ein Amt, das er bis 1968 führte – sowie Williard Ireland (1940–74) wurden die Bemühungen ihrer Vorgänger fortgesetzt, dazu eigene interne Strukturen geschaffen. Ireland wurde 1946 zusätzlich Provinzbibliothekar (Provincial Librarian).
Erst 1970, vier Jahre vor dem Ende der Amtszeit Irelands, zog das Archiv aus der Connaught-Bibliothek aus und an den heutigen Ort im Heritage Court, in unmittelbarer Nachbarschaft des Royal British Columbia Museum. 1974 wurden die Ämter des Provinzarchivars und des -bibliothekars endgültig voneinander getrennt. Archivar wurde der ehemalige Archivar der Provinz Saskatchewan Allan R. Turner (1974–1979). 1979 folgte ihm John A. Bovey (bis 1998), der ehemalige Archivar von Manitoba und der Nordwest-Territorien.
Nun begannen Erweiterungen, wie 1977 die Emily Carr Gallery in der Wharf Street, wo auch immer wieder Exponate aus der Gemäldesammlung präsentiert wurden, doch wurde sie 1991 geschlossen. 1980 wurde das Aural History Program ausgeweitet und in Sound and Moving Image Division umbenannt, eine Abteilung, die vor allem für Fotos und Filme zuständig war, ebenso wie für die Archivierung von Interviews.
1987 bzw. 1988 wurden das Records Management und das Provinzarchiv zum British Columbia Archives and Records Service (BCARS) zusammengefasst, dazu kam 1996 die Abteilung für Information and Privacy. So wurden Informationsdienstleistungen, Analyseabteilung und das traditionelle Archiv zu einer Großorganisation. Dieser stand ab 1998 Gary A. Mitchell vor, wobei der Archives and Information Access Branch noch im selben Jahr seinen heutigen Namen, British Columbia Archives erhielt.
Folgerichtig erhielt im Jahr 2000 dieses Institut auch die Mitarbeiter- und Managementverantwortlichkeit, die bis dato beim Information and Data Management Branch gelegen hatten, und der vor allem Regierungsakten verwaltet hatte. Dieser übernommene Zweig verschwand aber nicht einfach, sondern wurde als Corporate Privacy and Information Access Branch innerhalb des Instituts fortgesetzt. Damit liegen Datenschutz und Administration der Freedom of Information legislation – der besonderen Möglichkeiten und Grenzen der Informationsauffindung und -veröffentlichung in Kanada – in einer Hand. Damit waren die Voraussetzungen geschaffen, einen effizienten und rechtlich abgesicherten Zugriff auf die Bestände zu erhalten.
Schwerpunkte sind hier Schriftquellen, besonders nachgefragt sind genealogische Quellen, doch auch nicht-schriftliche Quellen sind teilweise verschlagwortet. Die Fakultät der Schönen Künste der Universität von Victoria entwickelte für das Archiv ein Findsystem in der Form von Beschreibungen historischer Fotografien, Gemälde, Zeichnungen und Drucke. Im Januar 1995 begann darüber hinaus die Entwicklung von Online-Systemen zum Zugriff auf die Bestände.
Eigene Indizes, wie die Vital Event Indexes und die Time Machine haben hohen didaktischen Vorrang, und behandeln in der Provinz kontrovers diskutierte Themen.
Am 1. April 2003 wurden mit dem neuen Museumsgesetz, die Archive, das Helmcken House, der Netherlands Carillon (ein Glockenturm), Thunderbird Park, St Ann’s Schoolhouse und das Museum zur Royal BC Museum Corporation zusammengefasst.

## Bestände
Die enormen Bestände sind, entsprechend ihrer Bezüge und ihrer Herkunft (Provenienzprinzip), nach folgenden Gruppen untergliedert: Genealogie / wichtige Ereignisse (Vital Events), Bild- und Textbestände, Tonarchivalien, bewegte Bilder, Karten und Time Machine, sowie die Bibliothek.

### Archiv
Da alle nordamerikanischen Archive besonders intensiv von Familienforschern genutzt werden, haben sich die meisten organisatorisch darauf eingestellt. So sind die entsprechenden Bestände für die hierin besonders vertretene Nutzergruppe der Laien aufbereitet, die Mitarbeiter entsprechend geschult. Dazu kommen Öffnungszeiten, die den allgemeinen Arbeitszeiten angepasst sind, d. h. das Archiv ist vornehmlich vom späten Vormittag bis zum frühen Abend geöffnet. Hervorzuheben ist unter den für Familienforscher bedeutenden Beständen das Crockford's Clerical Dictionary (Anglican), das anglikanische Kleriker aufführt, zahlreiche Listen über Militär- und Marineangehörige, Wählerlisten, vor allem aber die Unterlagen der Volkszählungen von 1871 (nur Victoria), 1881, 1891 und 1901, die komplett auf Mikrofilm verfügbar und auch über das Internet zugänglich gemacht sind. Regierungsbestände, wie Heirats-, Geburts- und Sterberegister, Aufzeichnungen über die Vergabe von Kronland, auch ältere Bestände der einzelnen Regierungsorgane sind ebenfalls zugänglich.
Private Dokumente umfassen Kirchenregister, Familienbestände, vor allem aber Zeitungen, Fotografien, Filme, Tonaufnahmen sowie Gemälde, Karten und dergl. Sie sind ebenfalls partiell via Internet zugänglich.
Von den bildlichen Quellen waren Ende 2007 über 130.000 beschrieben und damit per Suchbegriff auffindbar. Dabei sind vor allem die Bestände der Fotografen Frederick Dally (von ihm stammt z. B. ein Foto von Edgar Dewdney von 1865, insgesamt 273 Fotos), Francis George Claudet (96), Hannah Hatherly und Richard Maynard (z. B. zahlreiche Fotos vom Goldrausch am Faser und am Stikine River), Edward Dossetter (z. B. um 1870 Indianer auf den Queen Charlotte Islands, 1881 vier Haida-Männer, ein Dorf), J. Howard A. Chapman (z. B. 1924 ein Foto des Premiers von BC John Oliver), Savannah und Ernest William Albert Crocker zu nennen. Für die Eisenbahngeschichte ist vor allem die Bordertown Collection von Bedeutung, für die Sozial- und Militärgeschichte die F. V. Longstaff Collection. Dazu kommen die Sammlungen verschiedener staatlicher Einrichtungen, wie des Regierungsinformationsdienstes, des Forest Service oder des Bildungsressorts (Department of Education).
Rund 10.000 Filme dokumentieren vor allem die Zeit zwischen 1935 und 1985, doch reichen die Bestände bis 1899 zurück. Ähnlich wie bei den Fotografien haben hier öffentliche Stellen, wie das Landwirtschafts-, das Umwelt-, das Forst- und Fischereiministerium, aber auch die für Straßen und Transport, für Erholung und Erhaltung und für Tourismus und Reisen zuständigen Stellen, nicht zuletzt die Museen erhebliche Beiträge geliefert. Dazu kommen wieder private Bestände, wie diejenigen von Elektrizitätsversorgern wie BC Hydro, oder der Eisenbahngesellschaften. Nicht zuletzt die zur Imagepflege und Dokumentation erstellten Filme von Holzunternehmen und dergl. liefern wichtige Beiträge, besonders aber Massenmedien und Filmproduktionen.
Tonaufnahmen, insbesondere Interviews, sind als Quellen für die Erforschung „subjektiverer“ Bereiche unersetzlich. Hier ist die größte Sammlung die Orchard Collection, die rund 950 Interviews umfasst, und von Orchard und der Canadian Broadcasting Corporation in den Jahren 1975 bis 1985 gestiftet und in den 1960er Jahren erstellt wurde. Dazu kommt das Behind the Kitchen Door Project, das seinen Schwerpunkt auf der Hausarbeit hat, die Sammlung der West Coast Medical History Society Collection, der Jüdischen Historischen Gesellschaft, der Coal Tyee Society Collection. Für die ethnischen Gruppen ist besonders die Reynoldston Research and Studies Collection von Bedeutung. 1972–83 erarbeitete die Sound Heritage genannte Abteilung zahlreiche Aufzeichnungen, jedoch ist hierbei die Anthropology Audio-Visual Collection  die wichtigste.
Schließlich hält das Archiv eine umfangreiche Musiksammlung vor. Die Musik der First Nations wurde vor allem von Ida Halpern und Mildred Valley Thornton gesammelt, dazu kommt die Phil Thomas Collection zur Volksmusik British Columbias. Mitte 2006 waren erst 20 % der Musikbestände verschlagwortet, doch damit sind bereits 2.580 der 13.000 Aufnahmen auffindbar.
Die Kartenbestände des Archivs umfassen rund 63.000 Stücke. Dazu gehören British Admiralty Charts, 1848 - 1955, B.C. Government Lithographed Regional Map Series, 1911 - 1991 oder eine Karte von Victoria aus dem Jahr 1861.
Schließlich ist noch die Time Machine zu nennen, die eine didaktisch gut aufbereitete „Zeitreise“ verspricht.

### Bibliothek
Die Bibliothek besitzt rund 70.000 Medien, dazu gehören Bücher, Zeitschriften, Zeitungen usw. Ihre Schwerpunkte liegen auf Familien, Gemeinschaften, Frauen, First-Nations-Kunst, Kunst in British Columbia, Cariboo-Goldrausch, Multikulturalität, Wirtschaft und Technik, Bodenschätze.